# Congé parental au Québec
Le congé parental au Québec est offert aux nouveaux parents qui quittent le monde du travail un certain temps pour prendre du temps auprès de leur nouveau-né. Le Régime québécois d'assurance parentale (RQAP) leur offre une compensation monétaire pour la perte de revenu associée à l'arrêt de travail. La condition pour recevoir ces prestations est d'avoir fait au minimum 2000$ de revenu d'emploi l'année précédant la naissance ou l'arrivée d'un enfant.

## Congés
Au Québec, suivant l'arrivée d'un enfant, les parents ont droit à un congé parental sans salaire de 65 semaines partageable. À la demande du travailleur, le congé peut être divisé, raccourci ou prolongé. À cela peut s'ajouter le congé maternel qui est de 18 semaines et le congé paternel de 5 semaines. Ce droit s'applique aussi aux parents ayant adopté un enfant et aux parents de même sexe à condition que le lien qui les unit à l'enfant soit définit dès la naissance ou l'adoption.  Durant ces semaines de congés, les liens entre les parents et leur emploi sont protégés. Lors de la fin de son congé, l'employé pourra reprendre son poste habituel et avoir droit aux avantages qu'il aurait eu s'il ne s'était pas absenté.  Les parents ont accès à des prestations du Régime québécois d'assurance parentale qui couvrent une partie de leur revenu perdu lors de l'arrêt temporaire de leur travail.

### Congé de maternité
Les mères ont droit à 18 semaines de congés. Ce congé peut débuter à partir de la seizième semaine avant la date de l'accouchement et se prolonger jusqu'à 20 semaines après celui-ci. Ce droit s'applique seulement à la mère biologique. Le congé de maternité a les mêmes avantages que le congé parental (protection d'emploi et prestation du Régime québécois d'assurance parentale) Lors de la fin du congé de maternité, la mère peut avoir droit au congé parental de 65 semaine partageable entre les deux parents.

## Prestations

### Prestations pour la mère
Pour être admissible aux prestations fournies par le RQAP, il faut être résident du Québec, avoir payé une cotisation au programme et avoir accumulé un revenu d'au moins 2000 $ l'année précédant la demande de prestations. Il existe deux types de prestations de maternité au Québec. Le régime de base inclus 18 semaines payées à 70% du revenu par la RQAP. Le régime particulier comporte 15 semaines payées à 75% du revenu. Les femmes sont libres de choisir lequel des régimes leur convient le mieux. Tous les avantages de l'emploi sont conservés et continuent de s'accumuler lors de ce congé.

### Prestations pour le père
Il y a deux options de prestations offertes par la RQAP pour le congé de paternité au Québec : le régime de base et le régime particulier. Le régime de base comprend cinq semaines de prestations exclusives au père. La prestation couvre 70 % du revenu hebdomadaire moyen. Depuis la création de ce programme, c'est le régime le plus utilisé. Le régime particulier comprend trois semaines de prestations à 75% du revenu hebdomadaire. Peu importe le régime choisi par le père, tous les avantages de l'emploi comme l'ancienneté et les congés maladie, sont conservés et continuent de s'accumuler lors de ce congé.

### Prestations parentales au Québec
En plus des prestations réservées aux mères et aux pères, il existe des prestations parentales qui peuvent être partagées entre les parents de la façon dont ils le souhaitent. Deux options sont disponibles pour les nouveaux parents : le régime de base et le régime particulier.
| Régime de base | Régime particulier |
| --- | --- |
| 32 semaines : - 7 premières semaines : 70% du revenu - 25 semaines suivantes : 55% du revenu                                                                                  | 25 semaines : 75% du revenu                                                                                           |
| 4 semaines de prestations additionnelles à 55% du revenu peuvent être ajoutées dès que 8 semaines de prestations parentales partageables ont été versées à chacun des parents | 3 semaines de prestations peuvent être ajoutées additionnellement dès que 6 semaines ont été versées à chaque parent. |

Tous les avantages de l'emploi sont conservés et continuent de s'accumuler lors de ce congé. Le régime de base est utilisé par 75 % des nouveaux parents, alors que le régime particulier, moins populaire est utilisé par 25 % des nouveaux parents. Le régime particulier est plus court et plus généreux pour être équivalent en termes de prestations monétaires. Bien que moins utilisé, il est important pour les parents qui ont besoin de flexibilité en fonction de leur catégorie d'emploi.

## Conséquences
Une des raisons de la prise de congé parental seul, mis à part la volonté de prendre du temps avec l'enfant et de s'en occuper, est qu'il s'agit d'une façon de rétablir l'égalité des sexes dans les rôles parentaux et professionnels (pour la majorité des pères de la recherche)  . Le congé paternité peut favoriser la relance professionnelle des mères. Grâce à cette recherche[Laquelle ?], il a été conclu qu'autant les pères que les mères peuvent prendre soin et donner de l'affection à l'enfant et que ce sont les conventions sociales qui sont à la base de la division traditionnelle des responsabilités parentales. Parmi les pères qui utilisent le congé parental, il n'y qu'une très faible minorité qui le passe seul avec l'enfant (pour permettre à la mère de retourner au travail). Dans la majorité des cas, les pères ne sont pas seuls avec le bébé. Malgré le fait que le régime de congé parental soit le plus généreux au Canada (admissibilité, compensation, etc.) , les pères restent tout de même réticents à l'idée de le prendre à la place des mères. Une des raisons qui pourrait faire que les pères ne prennent pas le congé parental est les possibilités financières du couple (la situation économique influence la prise du congé, ainsi que la durée de celui-ci).

### Conséquences pour les pères
L'arrivée des congés de paternité et des congés parentaux a eu un grand impact sur la parentalité des pères au Québec. Des études ont montré que plus le père prend des semaines de congé paternité et des semaines de congé parental, plus il a la chance de développer une relation forte avec son enfant. La majorité des pères qui n'ont pas pris leurs semaines de congés de paternité disent ne pas avoir d'intérêt pour le stade de nourrisson de leur enfant.
La moitié des pères au Québec ont pris un congé de paternité ou parental de cinq semaines ou moins pour s'occuper d'un nouveau-né ou d'un enfant adopté de 2012 à 2017. Les hommes représentent 4,2% des utilisateurs du congé parental. Lorsque l'on considère seulement ceux qui ont pris 10 semaines de congé, le ratio descend à 2,5%. Ce ratio s'explique par le fait que certains pères pensent que le congé de maternité de 18 semaines n'est pas assez long pour la femme afin qu'elle se remettre de l'accouchement, sept pères sur dix considèrent la prestation comme insuffisante et les employeurs montrent parfois une désapprobation à l'égard du père qui veut prendre part à ce congé.

### Conséquences pour les mères
Cela amène des conséquences sur les mères qui ont tendance à ralentir ou arrêter leur carrière professionnelle lors de la fin du congé parental en particulier celles qui ont un faible revenu.

## Comparaison entre le Canada et le Québec
|                    | Reste du Canada | Québec |
| ------------------ | --- | --- |
| Congé de maternité | 15 semaines à 55 % du salaire, avec un plafond de rémunération de CAN $ 47 400 (en 2013), mais aucun paiement pour les 2 premières semaines de congé | 18 semaines à 70 % du salaire ou 15 semaines à 75 % de la rémunération, avec un plafond de 69 000 $ par an (en 2014) de salaire pour calculer les prestations            |
| Congé de paternité | Aucun | 5 semaines à 70 % du salaire ou 3 semaines à 75 % de la rémunération, à la fois avec un plafond de 69 000 $ de salaire pour le calcul des prestations                    |
| Congé parental     | 35 semaines à 55 % du salaire (plafonné à 47 400 $)                                                                                                  | 32 semaines, 7 semaines à 70 % du salaire moyen et 25 semaines à 55 % ou 25 semaines à 75 % de gains, avec plafond de salaire de 69 000 $ pour le calcul des prestations |

| Type de prestations                                             | Régime de base | Régime particulier |
| --------------------------------------------------------------- | --- | --- |
| Maternité Prestations non partageables                          | 18 semaines 70% du revenu | 15 semaines 75% du revenu |
| Paternité Prestations non partageables                          | 5 semaines 70% du revenu | 3 semaines 75% du revenu |
| Parentales Prestations partageables                             | 32 semaines 7 premières semaines: 70% du revenu 25 semaines suivantes: 55% du revenu 4 semaines de prestations additionnelles à 55% du revenu dès que 8 semaines de prestations parentales partageables ont été versées à chaque parent | 25 semaines 75% du revenu 3 semaines de prestations additionnelles à 75% du revenu dès que 6 semaines de prestations parentales partageables ont été versées à chaque parent |
| Parentales pour naissance multiple Prestations non partageables | 5 semaines à chaque parent 70% du revenu | 3 semaines à chaque parent 75% du revenu |
| Enfant né le ou après le 1er janvier 2022                       | | |
| Parentales pour parent seul Prestations non partageables        | 5 semaines 70% du revenu | 3 semaines 75% du revenu |